# Mike Kolen
Jhon Michael Kolen (Opelika, 31 de janeiro de 1948 – 3 de abril de 2024) foi um jogador profissional de futebol americano estadunidense

## Carreira
Mike Kolen foi campeão da temporada de 1973 da National Football League jogando pelo Miami Dolphins.